# Woldemar Gastpary
Woldemar Gastpary (* 12. Juli 1908 in Henryków bei Zduńska Wola; † 22. Dezember 1984 in Warschau) war ein polnischer evangelisch-lutherischer Theologe, Pfarrer, Rektor der Theologischen Akademie, Opfer des Nationalsozialismus, Synodalpräses und Hochschullehrer.

## Leben
Gastpary studierte von 1927 bis 1932 Evangelische Theologie an der Warschauer Universität, mit dem Abschluss als Kandidat der Theologie. 1932 erfolgte seine Ordination. Bis zum Beginn des Zweiten Weltkrieges war er im Tomaszów Mazowiecki als Vikar und Präfektor angestellt. 1939 verteidigte er an der Universität Warschau seine theologische Doktorarbeit. 1940 wurde er in das Gefängnis in Piotrków Trybunalski eingeliefert und danach im Konzentrationslager Oranienburg und im KZ Dachau bis 1945 gefangen gehalten.
Nach dem Krieg war er als Administrator für die Pfarrämter Tomaszów und Rawa Mazowiecka tätig. Ab 1949 war er in der gleichen Funktion für Piotrków und Radomsko angestellt. In den Jahren 1950 bis 1954 wurde er als Senior der Diözese Łódź eingesetzt, ab 1951 war er Pfarrer in Tomaszów, von 1957 bis 1965 Pfarrer der Gemeinde St. Matthäus in Łódź sowie Senior der Warschauer Diözese. 1957 wurde er zum Präses der Synode der Evangelisch-Augsburgischen Kirche in Polen gewählt. Von 1965 bis 1981 war er Rektor der Christlichen Theologischen Akademie zu Warschau.
Neben seiner seelsorgerischen Arbeit betrieb er historische Forschungen zur Geschichte des Protestantismus in Polen. 1949 wurde er Adjunkt im Bereich der Evangelischen Theologie an der Warschauer Universität (ab 1953 Christlich Theologische Akademie), 1955 stellvertretender Professor und 1957 Dozent. In den Jahren 1965 bis 1981 war er der Rektor dieser Akademie. 1966 wurde er zum außerordentlichen Professor ernannt, 1967 wurde er Leiter am Lehrstuhl für Historische Theologie und 1972 ordentlicher Professor. Als Mitglied des Polnischen Ökumenischen Rates gehörte er dem Präsidium an und beteiligte sich an der Zusammenarbeit des Polnischen Ökumenischen Rates mit der Evangelischen Kirche in Deutschland.
Gastpary war Mitglied der Christlichen Friedenskonferenz und beteiligte sich an den Allchristlichen Friedensversammlungen von 1964 und 1971 in Prag.
Er veröffentlichte 150 Arbeiten, darunter einige Monographien und akademische Schriften. Als Mitarbeiter der Wissenschaftlichen Gesellschaft der Katholischen Universität Lublin beteiligte er sich auch an der Herausgabe der Katholischen Enzyklopädie. 1979 erlangte er die Ehrendoktorwürde der Humboldt-Universität Berlin.

## Werke
- Bischof Bursche und die polnische Sache. 1. Aufl. Union-Verlag, Berlin 1979.
- Biskup Bursche i sprawa Polska. Wyd. Novum, Warszawa 1972.
- Protestantyzm w Polsce w dobie dwóch wojen światowych. Nakładem Chrześcijańskiej Akademii Teologicznej, Warszawa.
- Die Thorner Angelegenheit, oder Der Thorner Tumult 1724. Warschau 1969.
- Die Geschichte des Protestantismus in Polen seit der Hälfte des 18. Jahrhunderts bis zum 1. Weltkrieg. Warschau 1977.
- Der Protestantismus in Polen während der Zeit zwischen beiden Weltkriegen. 2 Teile, Warschau 1978, 1981.